# Скрабатун, Валентина Александровна
Валенти́на Алекса́ндровна Скрабату́н (в девичестве Деми́дович; род. 23 июля 1958, Душево, Копыльский район, Минская область, БССР) — белорусская гребчиха, выступала за сборную Белоруссии по академической гребле во второй половине 1990-х годов. Бронзовая призёрша летних Олимпийских игр в Атланте, многократная победительница и призёрша этапов Кубка мира, республиканских и молодёжных регат. На соревнованиях представляла спортивное общество «Динамо», заслуженный мастер спорта Республики Беларусь.

## Биография
Родилась 23 июля 1958 года в деревне Душево Копыльского района Минской области Белорусской ССР. Активно заниматься академической греблей начала в раннем детстве, училась в потейковской средней школе, позже состояла в минском физкультурно-спортивном обществе «Динамо».
На взрослом международном уровне дебютировала в сезоне 1995 года, когда попала в основной состав белорусской национальной сборной и побывала на чемпионате мира в финском городе Тампере — в зачёте распашных восьмёрок с рулевой заняла пятое место. Благодаря череде удачных выступлений Скрабатун удостоилась права защищать честь страны на летних Олимпийских играх 1996 года в Атланте — в составе команды, куда также вошли гребчихи Марина Знак, Наталья Волчек, Наталья Стасюк, Елена Микулич, Тамара Давыденко, Наталья Лавриненко, Александра Панькина и рулевая Ярослава Павлович, завоевала в программе распашных восьмёрок бронзовую медаль, пропустив вперёд только экипажи из Румынии и Канады. За это достижение по итогам следующего сезона удостоена почётного звания «Заслуженный мастер спорта Республики Беларусь».
На различных этапах Кубка мира 1997 и 1998 годов Скрабатун неоднократно становилась победительницей и призёркой, на чемпионате мира во французской Савойе пришла к финишу пятой в четвёрках и четвёртой в восьмёрках, на чемпионате мира в Кёльне была пятой в распашных восьмёрках с рулевой.
В 1996 году окончила спортивно-педагогический факультет массовых видов спорта Белорусский государственный университет физической культуры.